# Уотерсли Ледис Челлендж
Уотерсли Ледис Челлендж (англ. Watersley Ladies Challenge) — женская шоссейная многодневная велогонка, проходящая по территории Нидерландов с 2018 года.

## История
Гонка была создана в 2018 году. В следующем, 2019 году вошла в календарь Кубка наций среди юниорок UCI.
В 2020 году изначально значилась в календаре Кубка, но из-за пандемии COVID-19 была проведена на национальном уровне с участием иностранных гонщиц.
Маршрут гонки проходит в общине Ситтард-Гелен провинции Лимбург. Он состоит из трёх этапов — двух групповых (1-го и 3-го) и индивидуальной гонки (2-го). Первый этап является фактически критериумом так как его трасса, проложенная в Tom Dumoulin Bike Park находящимся в городе Ситтард, представляет собой круг протяжённостью 3 км преодолеваемый почти 20 раз. Дистанции оставшихся двух этапов, индивидуальной гонки на 12 км и заключительного этапа протяжённостью около 70 км, пролегают в Watersley Sports and Talentpark расположенного в окрестностях Мюнстергелена, Виндрака, Дунраде, Оирсбека и Схиннена.

## Призёры
| Год  | Победитель          | Второй             | Третий          |
| ---- | ------------------- | ------------------ | --------------- |
| 2018 | Пфейффер Джорджи    | Розмарин Аммерлаан | Анна Дохерти    |
| 2019 | Уилма Олауссон      | Ширин ван Анрой    | Анна Шекли      |
| 2020 | Марит Ванхове       | Жюли Де Вилде      | Аннина Ахтосало |
| 2021 | Флора Перкинс       | Макайла Макферсон  | Линда Ридманн   |
| 2022 | Зои Бяcкстедт       | Юлия Копецки       | Юстина Чапла    |
| 2023 | Федерика Вентурелли | Флёр Мурс          | Кэри Ллойд      |
| 2024 | Паула Остис         | Puck Langenbarg    | Esther Wong     |